# Aedes fitchii
Aedes fitchii é um espécie de mosquito do Género Aedes, pertencente à família Culicidae.